# Schweizer Meisterschaften im Biathlon 2005
Die Schweizer Meisterschaften im Biathlon 2005 fanden am 5. und 6. Februar 2005 in Unterwasser sowie am 4. Dezember 2005 in Realp statt. Sowohl für Männer als auch für Frauen wurden Wettkämpfe im Sprint, im Massenstart und im Einzel ausgetragen. Bei den Frauen starteten auch Läuferinnen aus dem Juniorinnen- und Jugendbereich.

## Männer

### Sprint 10 km
| Platz | Starter            | Verein | Zeit | Schießfehler |
| ----- | ------------------ | ------ | ---- | ------------ |
| 1     | Matthias Simmen    |        |      |              |
| 2     | Ivan Joller        |        |      |              |
| 3     | Simon Hallenbarter |        |      |              |
| 4     | Roland Zwahlen     |        |      |              |
| 5     | Curdin Eichholzer  |        |      |              |
| 6     | Dani Niederberger  |        |      |              |
| 7     | Jürg Kunz          |        |      |              |
| 8     | Andreas Zihlmann   |        |      |              |
| 9     | Stéphane Gay       |        |      |              |
| 10    | Georg Niederberger |        |      |              |

Datum: 5. Februar 2005

### Massenstart 15 km
| Platz | Starter              | Verein | Zeit | Schießfehler |
| ----- | -------------------- | ------ | ---- | ------------ |
| 1     | Matthias Simmen      |        |      |              |
| 2     | Simon Hallenbarter   |        |      |              |
| 3     | Claudio Böckli       |        |      |              |
| 4     | Dani Niederberger    |        |      |              |
| 5     | Jürg Kunz            |        |      |              |
| 6     | Ivan Joller          |        |      |              |
| 7     | Mario Denoth         |        |      |              |
| 8     | Andreas Zihlmann     |        |      |              |
| 9     | Curdin Eichholzer    |        |      |              |
| 10    | Jean-Pierre Hürzeler |        |      |              |

Datum: 6. Februar 2005

### Einzel 20 km
| Platz | Starter              | Verein | Zeit | Schießfehler |
| ----- | -------------------- | ------ | ---- | ------------ |
| 1     | Andreas Zihlmann     |        |      |              |
| 2     | Claudio Böckli       |        |      |              |
| 3     | Ivan Joller          |        |      |              |
| 4     | Beat Koch            |        |      |              |
| 5     | Jean-Pierre Hürzeler |        |      |              |

Datum: 4. Dezember 2005

## Frauen

### Sprint 7,5 km
| Platz | Starter              | Verein | Zeit | Schießfehler |
| ----- | -------------------- | ------ | ---- | ------------ |
| 1     | Selina Gasparin      |        |      |              |
| 2     | Caroline Kilchenmann |        |      |              |
| 3     | Ines Schweizer       |        |      |              |
| 4     | Susanne Frei         |        |      |              |
| 5     | Fabienne Klaas       |        |      |              |
| 6     | Anna-Lena Fankhauser |        |      |              |
| 7     | Isabelle Horand      |        |      |              |
| 8     | Fabia Nydegger       |        |      |              |
| 9     | Isabelle Erismann    |        |      |              |

Datum: 5. Februar 2005

### Massenstart 12,5 km
| Platz | Starter              | Verein | Zeit | Schießfehler |
| ----- | -------------------- | ------ | ---- | ------------ |
| 1     | Ines Schweizer       |        |      |              |
| 2     | Selina Gasparin      |        |      |              |
| 3     | Caroline Kilchenmann |        |      |              |
| 4     | Fabienne Klaas       |        |      |              |
| 5     | Susanne Frei         |        |      |              |
| 6     | Fabia Nydegger       |        |      |              |
| 7     | Anna-Lena Fankhauser |        |      |              |
| 8     | Isabelle Erismann    |        |      |              |

Datum: 6. Februar 2005

### Einzel 15 km
| Platz | Starter              | Verein | Zeit | Schießfehler |
| ----- | -------------------- | ------ | ---- | ------------ |
| 1     | Caroline Kilchenmann |        |      |              |
| 2     | Ines Schweizer       |        |      |              |
| 3     | Susanne Frei         |        |      |              |

Datum: 4. Dezember 2005